# Епархия Виченцы
Епархия Виченцы (лат. Dioecesis Vicentina, итал. Diocesi di Vicenza) — епархия Римско-католической церкви в составе архиепархии-митрополии Венеции, входящей в церковную область Тревенето в Италии. В настоящее время епархией управляет епископ Беньямино Пицциоль. Викарный епископ — Лодовико Фуриан.
Клир епархии включает 732 священников (533 епархиальных и 199 монашествующих священников), 38 диаконов, 261 монаха, 1 825 монахинь.
Адрес епархии: Piazza Duomo 10, 36100 Vicenza, Italia C.P. 833.
Патронами епархии Виченцы являются Мадонна ди Монте Берико (Монте-Берикский образ Божией Матери), святой Викентий Сарагосский и святой Каетан (Гаэтан) Тиенский.

## Подвижники епархии
- Святые Феликс и Фортунат, мученики, пострадавшие в Аквилее в 303—304 году.
- Святой Каетан Тиенский (1480—1547).
- Джакомо Дзанелла (1820—1888).
- Джованна Менегини[итал.] (1868—1918).
- Святая Мария Бертилла Боскардин (1888—1922).
- Святая Еврозия Фабрис (1866—1932).
- Ринальдо Арнальди (1914—1944).
- Святая Джузеппина Бахита (1869—1947).
- Отторино Дзанон[итал.] (1915—1972).
- Микеле Карлотто (1919—2007).

## Территория
В юрисдикцию епархии входит 354 приходов в коммунах в большой части провинции Виченца (за исключением нескольких коммун, входящих в епархию Падуи, и города Муссоленте, входящего в епархию Тревизо), а также в провинциях Падуя (Камподоро, Гаццо, Фонтанива, Карминьяно ди Брента, Сан Пьетро ин Гу, Пьяцолла суль Брента, Сан Джорджо ин Боско, Гранторто) и Верона (Колонья Венета, Прессана, Ровередо ди Гва̀, Веронелла, Монтеккья ди Крозара, Ронка̀, Сан Джованни Илариаоне, Сан Бонифачо, Арколе, Цимелла).
Все приходы объединены в 22 деканата: Города Виченцы, Камизано Вичентино, Пьяцолла суль Брента, Фонтанива, Роза̀, Бассано дель Граппа, Маростика, Сандриго, Дуэвилле, Кастельново ди Изола Вичентина, Мало, Скьо, Арзьеро, Вальданьо, Кьямпо, Монтеккья ди Крозара, Монтеккьо Маджоре, Лониго, Сан Бонифачо, Колонья Венета, Новента Вичентина и Барбарано Вичентино.

## История
Кафедра Виченцы была основана в IV веке. В это время в городе Виченца христианская община имела две церкви — одну за городской стеной, где сейчас стоит базилика Святых Феликса и Фортуната, другую в пределах города, где ныне находится собор Благовещения Пресвятой Богородицы.
По мнению некоторых исследователей, кафедра Виченцы была основана в VI веке. Они ссылаются на документ 590 года, в котором Павел Диакон называет имя Оронция, епископа Виченцы, участвовавшего на соборе в Марано. Это первое письменное упоминание епископа Виченцы, до этого отсутствовашего в документах предыдущих соборов, что позволяет утверждать основание епархии в период формирования Государства лангобардов. До этого времени христиане Виченцы находились под юрисдикцией епископов Падуи, которые ещё в течение 35 лет находились под властью Византии.
Как и другие епископы Государства лангобардов, Оронций и его преемники отошли от раскола «Трёх глав» на соборе в Павии (698), созванном королём Кунипертом, исповедовавшим ортодоксальное учение Церкви. С VII века кафедра епископа находится в соборе Благовещения Пресвятой Богородицы.
В Королевстве лангобардов границы епархии совпадали с герцогством Виченцы, включая территории епархии Падуи, включённой в 569 году в состав Византии. С установлением Империи Каролингов, епархия Падуи была восстановлена в прежних границах. В 917 году император Беренгар I передал ей из епархии Виченцы часть территории, что компенсировал включением в состав епархии Виченцы ряда земель упразднённой епархии Азоло.
Во второй половине XII века кафедру Виченцы занимал блаженный Иоанн де Сурдис Каччафронте, убитый своими вассалами, а в XIII веке епархией правил доминиканец, блаженный Варфоломей ди Бреганце, построивший церковь Святой Короны, куда поместил святыню — шип из тернового венца Иисуса Христа.
До XIII века собор был единственным приходом в городе, но в этом веке привилегия служения Литургии была дарована часовням, появившимся в городе в XI веке и возведённым в ранг церквей. Таинство крещения попрежнему совершалось исключительно в соборе. С этого времени в епархии начинают активную деятельность монашеские ордена.
В первой половине XV века, после двух явлений Божией Матери, была построена базилика Мадонны ди Монте Берико. Монтеберикский образ Богоматери является покровителем города и епархии Виченцы.
30 августа 1464 года местный епископ Пьетро Барбо был избран Папой под именем Павла II.
В первой половине XVI века епархия управлялась подряд несколькими апостольскими администраторами.
Епархиальная семинария была основана в 1566 году при епископе Маттео Приули.
6 июля 1751 года, послу упразднения патриархата Аквилеи, епархия Виченцы вошла в церковную провинцию архиепархии Удине.
1 мая 1818 года буллой De Dominici gregis были изменены границы епископства, сама же епархия Виченцы вошла в состав церковной провинции патриархата Венеции.
В начале XX века в епархии подвизались многие святые женщины — Джузеппина Бахита, Мария Бертилла Боскардин, Еврозия Фабрис-Барбан и Джованна Менегини.
7 и 8 сентября 1991 года в Виченцу с пастырским визитом прибыл Папа Иоанн Павел II, став первым понтификом, посетившим епархию.

## Ординарии епархии
| - Оронцио (589—591); - Атальдо (упоминается в 616); - Андреа I (упоминается в 679); - Пьетро (701); - Реджинальдо (упоминается в 808); - Феличано (809); - Андреа II (820); - Франко (упоминается в 826); - Стефано (848); - Айкардо (872—881); - Витале (901—915); - Джиральдо (956); - Родольфо (967—973); - Ламберто (995—997); - Джироламо (1000); - Тебальдо (1013—1027); - Астольфо (1033—1046); - Льюдиджерио (1053—1068); - Дидало (1080); - Эццелино (1080—1104); - Торенго (1108—1117); - Энрико (1124—1131); - Лотарио (1134—1146); - Умберто I (1153—1158); - Ариберто (1164—1179); - Блаженный Джованни де Сурдис Каччафронте (1179 — 16.03.1184) — бенедиктинец; - Писторе (1184—1204) — августинец-еремит; - Умберто II (1204—1212); - Николо Мальтраверзи (08.04.1212 — 1219) — апостольский администратор; - Дзильберто (03.06.1219 — 1227); - Джакомо (1227); - Манфредо дей Пии (1233 — 30.08.1255); - Блаженный Бартоломео ди Бреганце (18.12.1255 — 1270) — доминиканец; - Бернардо Ничелли (1271 — 28.10.1286); - Пьетро Сарачени (14.02.1287 — 16.07.1295) — доминиканец; - Андреа де Моцци (13.09.1295 — 28.04.1296); - Блаженный Ринальдо да Конкореццо (13.10.1296 — 19.11.1303) — назначен архиепископом Равенны; - Альтеградо дей Каттанеи да Лендинара (09.12.1303 — 01.10.1314); - Сперенидио да Верона (1315—1321); - Франческо Темпраини (13.11.1321 — 1333/1335) — бенедиктинец; - Бьяджо да Леонесса (09.06.1337 — 24.10.1347) — францисканец, назначен епископом Рьети; - Эджидио де Бони да Кортона (07.01.1348 — 1361) — августинец-еремит; - Джованни де Сурдис Каччафронте (10.02.1363 — 10.07.1386); | - Николо да Верона (09.03.1387 — 1387); - Пьетро Филарго (23.01.1388 — 18.09.1389) — францисканец, назначен епископом Новары, позднее стал антипапой Александром V; - Джованни да Кастильоне (16.12.1390 — 31.07.1409); - Пьетро Эмилиани (12.08.1409 — 04.05.1433); - Франческо Малипьеро (12.05.1433 — 08.06.1451); - Пьетро Барбо (16.06.1451 — 30.08.1464) — избран Папой под именем Павла II; - Марко Барбо (17.09.1464 — 18.03.1470) — назначен патриархом Аквилеи; - Джованни Баттиста Дзено (18.03.1470 — 08.05.1501); - Пьетро Дандоло (14.06.1501 — 1507) — назначен епископом Падуи; - Галеотто Франчотти делла Ровере (1507 — 11.09.1507) — апостольский администратор; - Систо Гара делла Ровере (1507 — 110.06.1509) — апостольский администратор; - Франческо делла Ровере (1509 — 12.06.1514 — апостольский администратор, назначен епископом Вольтерры; - Франческо Содерини (12.06.1514 — 14.03.1524) — апостольский администратор; - Никколо Ридольфи (14.03.1524 — 31.01.1550) — апостольский администратор; - Анджело Брагадин (17.03.1550 — 1560) — доминиканец; - Джулио делла Ровере (13.09.1560 — 13.04.1565) — апостольский администратор; - Маттео Приули (13.04.1565 — 1579); - Микеле Приули (03.08.1579 — 1603); - Джованни Дольфин (24.11.1603 — 1606); - Дионизио Дольфин (19.06.1606 — 1626); - Федерико Бальдиссера Бартоломео Корнер (07.09.1626 — 30.04.1629) — назначен епископом Падуи; - Лука Стелла (24.11.1632 — 11.07.1639) — назначен епископом Падуи; - Маркантонио Брагадин (03.10.1639 — 14.06.1655); - Джованни Баттиста да Брешиа (14.10.1655 — 23.11.1659); - Джузеппе Чирван (21.06.1660 — 17.05.1679); - вакантно (1679—1684); - Джамбаттиста Рубини (15 мая 1684 — 25 марта 1702); - Себастьяно Веньер (09.05.1703 — 22.01.1738); - кардинал Антонио Мария Приули (19.12.1738 — 06.04.1767) — назначен епископом Падуи; - Марко Джузеппе Корнаро (06.04.1767 — 03.02.1779); - Альвизе Мария Габриэли (12.07.1779 — 19.07.1785); - Марко Цагури (26.09.1785 — 12.09.1810); - вакантно (1810—1818); - Джузеппе Мария Перуцци (26.06.1818 — 25.11.1830); - Джованни Джузеппе Каппеллари (02.07.1832 — 07.02.1860); - Святой Джованни Антонио Фарина (28.09.1860 — 04.03.1888); - Антонио Мария Де Поль (04.03.1888 — 04.07.1892); - Антонио Ферульо (16.01.1893 — 04.01.1911); - Фердинандо Родольфи (14.02.1911 — 12.01.1943); - Карло Цинато (08.06.1943 — 11.09.1971); - Арнольдо Онисто (11.09.1971 — 20.02.1988); - Пьетро Джакомо Нонис (20.02.1988 — 06.10.2003); - Чезаре Нозилья (06.10.2003 — 11.10.2010) — назначен архиепископом Турина; - Беньямино Пицциоль (с 16 апреля 2011 года — по настоящее время). |  |

### Беньямино Пицциоль
Беньямино Пицциоль (род. 15.06.1947, Каваллино-Трепорти), бывший викарный епископ патриархата Венеции с 2008 года, назначен епископом епархии Виченцы Папой Бенедиктом XVI 16 апреля 2011 год. До этого кафедра Виченцы в течение 6 месяцев была вакантной.

## Статистика
На конец 2010 года из 855 608 человек, проживающих на территории епархии, католиками являлись 790 840 человек, что соответствует 92,4 % от общего числа населения епархии.
| год  | население | население | население | священники | священники        | священники         | священники                           | постоянные диаконы | монахи  | монахи  | приходы |
| год  | католики  | всего     | %         | всего      | белое духовенство | черное духовенство | число католиков на одного священника | постоянные диаконы | мужчины | женщины | приходы |
| ---- | --------- | --------- | --------- | ---------- | ----------------- | ------------------ | ------------------------------------ | ------------------ | ------- | ------- | ------- |
| 1950 | 602.600   | 602.788   | 100,0     | 899        | 705               | 194                | 670                                  |                    | 325     | 2.238   | 307     |
| 1969 | 617.670   | 617.993   | 99,9      | 961        | 731               | 230                | 642                                  | 7                  | 381     | 2.747   | 345     |
| 1980 | 701.723   | 703.129   | 99,8      | 971        | 725               | 246                | 722                                  | 10                 | 399     | 2.852   | 349     |
| 1990 | 737.820   | 739.501   | 99,8      | 927        | 687               | 240                | 795                                  | 24                 | 409     | 2.290   | 354     |
| 1999 | 753.409   | 764.924   | 98,5      | 852        | 613               | 239                | 884                                  | 21                 | 318     | 2.257   | 354     |
| 2000 | 753.474   | 766.118   | 98,3      | 842        | 600               | 242                | 894                                  | 21                 | 318     | 2.289   | 354     |
| 2001 | 754.069   | 768.464   | 98,1      | 815        | 586               | 229                | 925                                  | 26                 | 286     | 2.502   | 354     |
| 2002 | 753.045   | 768.391   | 98,0      | 828        | 594               | 234                | 909                                  | 26                 | 289     | 2.235   | 354     |
| 2003 | 753.150   | 768.928   | 97,9      | 798        | 589               | 209                | 943                                  | 33                 | 262     | 1.809   | 354     |
| 2004 | 753.556   | 769.817   | 97,9      | 794        | 580               | 214                | 949                                  | 32                 | 295     | 2.162   | 354     |
| 2010 | 790.848   | 855.608   | 92,4      | 732        | 533               | 199                | 1.080                                | 38                 | 261     | 1.825   | 354     |